# Great Sierra Mine Historic Site
Le Great Sierra Mine Historic Site est un ancien site site minier américain dans le comté de Tuolumne, en Californie. Protégé au sein du parc national de Yosemite, il est inscrit au Registre national des lieux historiques depuis le 24 mai 1978.